# Motown
«Motown Records» (укр. «Мотаун Рекордз») — американська компанія звукозапису, у цей час входить до складу Universal Music Group. Заснована 1959 року як Tamla Records продюсером Беррі Ґорді, 1960-го перейменована на Motown Records, назва трактується як сполучення слів motor + town (буквально, «місто моторів», неофіційна назва Детройту).

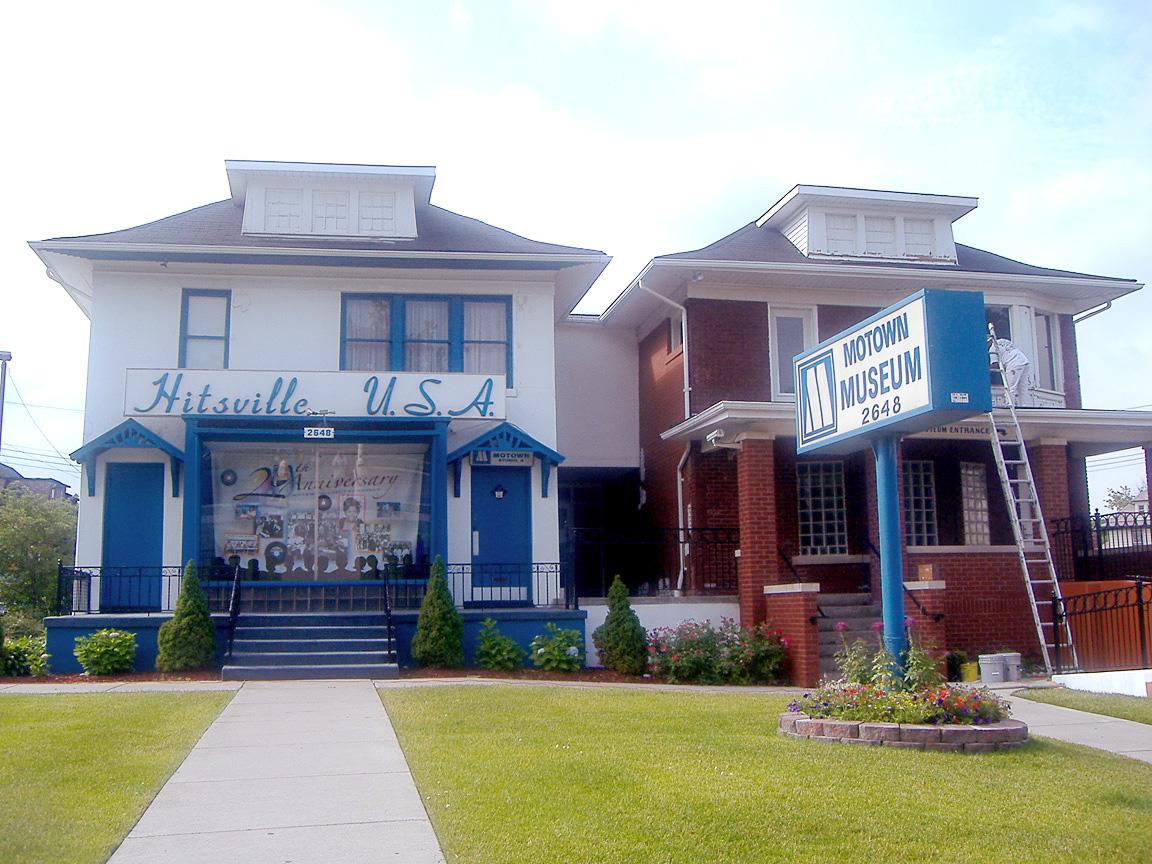
Будівля Hitsville U.S.A. Motown за адресою 2648 West Grand Boulevard у Детройті, штаб-квартира Motown з 1959 по 1968 роки, яка стала історичним музеєм Motown у 1985 році.

Бувши першим лейблом, створеним афроамериканцем, Motown-Tamla спеціалізувався на просуванні чорношкірих виконавців у світову поп-музику. В 1960-ті роки на студії ритм-енд-блюза — так званий звучання мотауну (Motown Sound). На цьому лейблі починали свою кар'єру такі відомі музиканти як Стіві Вандер, Марвін Гей, Дайана Росс, Смокі Робінсон, Лайонел Річі і Майкл Джексон.
Тепер лейбл працює з такими музикантами як Swizz Beatz, Mýa і Лінзі Лоуен. Колишній офіс компанії в Детройті функціонує як музей і належить родині Ґорді.